# Бирел
Бирел (фр. Burelles) насеље је и општина у североисточној Француској у региону Пикардија, у департману Ен (Пикардија) која припада префектури Вервен.
По подацима из 2011. године у општини је живело 136 становника, а густина насељености је износила 9,83 становника/km². Општина се простире на површини од 13,83 km². Налази се на средњој надморској висини од 120 метара (максималној 181 m, а минималној 101 m).

## Демографија
| 1962. | 1968. | 1975. | 1982. | 1990. | 1999. | 2011. |
| ----- | ----- | ----- | ----- | ----- | ----- | ----- |
| 190   | 199   | 175   | 171   | 182   | 154   | 136   |

График промене броја становника у току последњих година